# Tekstil Kuçovë
Le Tekstil Kuçovë est un club albanais de football basé à Kuçovë.

## Historique
- 1948 : fondation du club sous le nom de Qyteti Stalin
- 1954 : Kombinat Tekstil Qyteti Stalin
- 1955 : Tekstil Qyteti Stalin
- 1955 : 1re participation en 1re division (saison 1954-1955)
- 1990 : Tekstil Kuçovë